# Lourdesgrot (Amsterdam)
De Lourdesgrot van Amsterdam is een Lourdesgrot (Mariagrot) op het terrein van het voormalig Sint Elisabeth Gesticht in Amsterdam-Oost.  De grot is een Rijksmonument omdat het een voor Nederland zeldzaam voorbeeld is van cementrustiek. 

## Beschrijving
De Amsterdamse Lourdesgrot is een zogenaamde tuinfolly in de vorm van een rots met grot. In de grot is een Mariabeeld geplaatst. Het is bedoeld als een replica van de grot in Lourdes, waar in 1858 Maria zou zijn verschenen aan Bernadette Soubirous. 
De grot is uitgevoerd in cementrustiek: een constructie van kippengaas, textiel en cement die bewerkt is om op natuursteen te lijken. De grot bevindt zich ten oosten van de kapel van het voormalig Sint Elisabeth Gesticht, vlak bij het Oosterpark. De locatie is sinds 1982 niet meer in gebruik als verpleeghuis. Sinds 1992 is er een hotel gevestigd, dat ook de eigenaar is van de Lourdesgrot.
Het is onbekend wanneer de Lourdesgrot is gemaakt en wie de ontwerper is. De grot heeft de status van Rijksmonument, omdat het een voor Nederland zeldzaam voorbeeld is van cementrustiek en van het oude ambacht van rocailleren of rotseren.
In 2021 kwam het monument in het nieuws omdat het kleine Mariabeeld uit de grot was gesloopt. Het werd kort daarna vervangen door een nieuw beeldje.

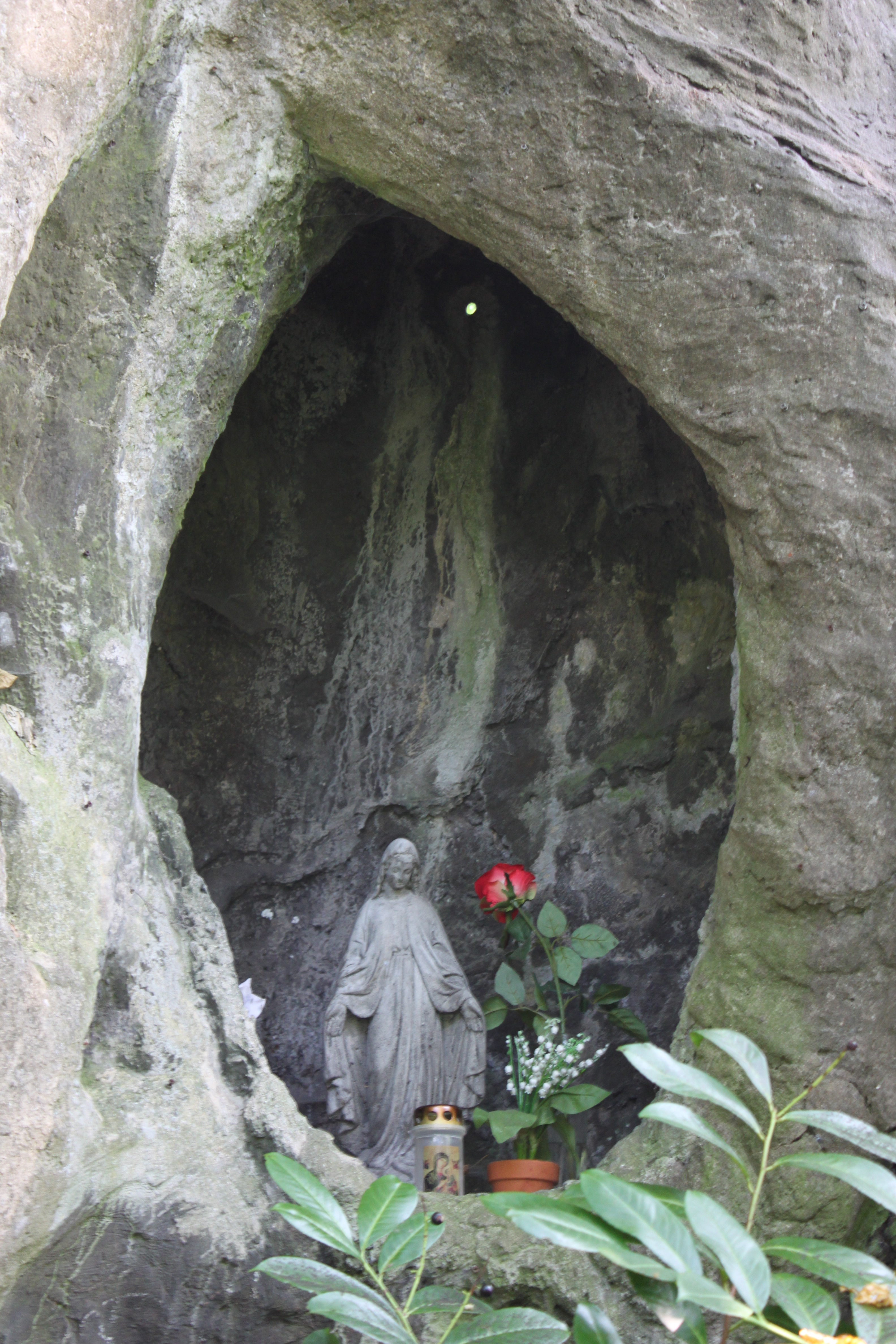
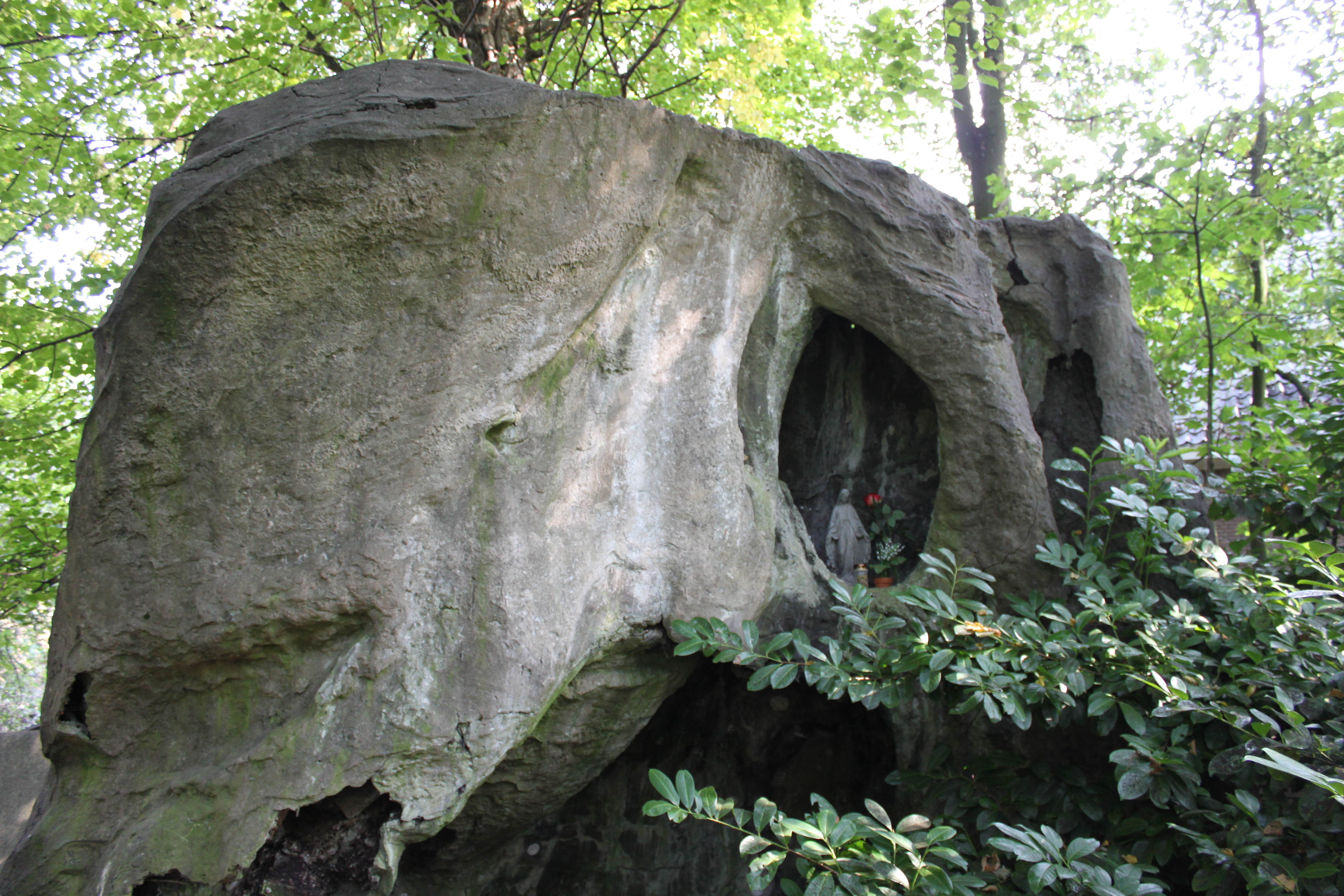
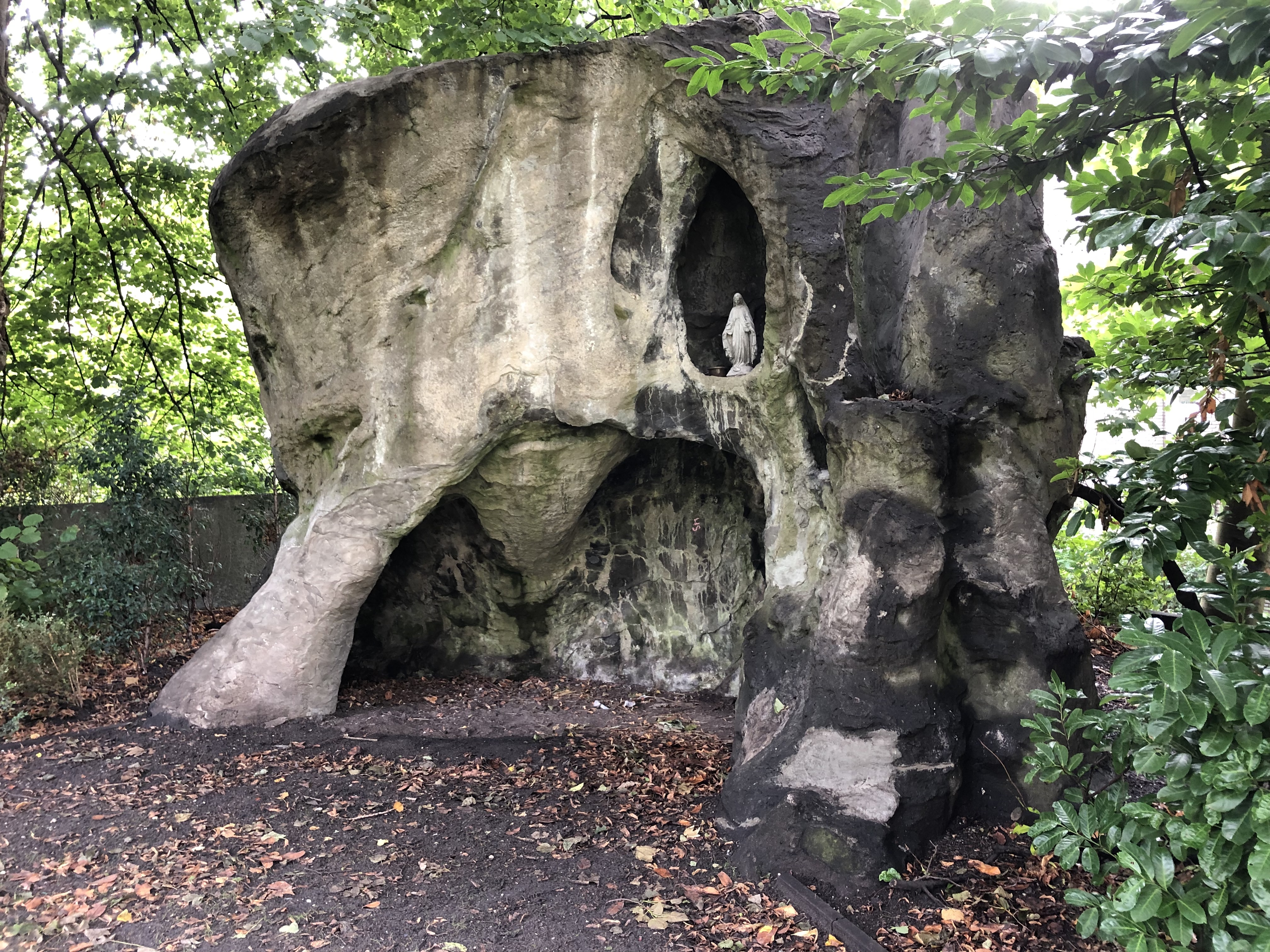